# Rojychtche
Rojychtche (en ukrainien : Рожище) ou Rojichtche (en russe : Рожище ; en polonais : Rożyszcze ; en allemand : Roschischtsche) est une ville de l'oblast de Volhynie, en Ukraine, et le centre administratif du raïon de Rojychtche. Sa population s'élevait à 13 100 habitants en 2024.

## Géographie
Rojychtche est située sur la rivière Styr, à 20 km au nord-nord-ouest de Loutsk, à 149 km au nord-est de Lviv et à 375 km à l'ouest-nord-ouest de Kiev.

## Histoire
La fondation de Rojychtche remonte à 1377. À la fin du XIXe siècle, elle est un centre de district de la province de Volhynie. Depuis 1989, elle a le statut de ville.

## Population
Recensements (*) ou estimations de la population :
| 1959* | 1970* | 1979*  | 1989*  | 2001*  | 2009   | 2010   | 2011   |
| ----- | ----- | ------ | ------ | ------ | ------ | ------ | ------ |
| 5 910 | 9 626 | 11 992 | 14 391 | 13 636 | 13 445 | 13 441 | 13 441 |

| 2012   | 2013   | 2014   | 2015   | 2016   | 2017   | 2018   | 2019   |
| ------ | ------ | ------ | ------ | ------ | ------ | ------ | ------ |
| 13 381 | 13 327 | 13 306 | 13 245 | 13 149 | 13 036 | 12 953 | 12 828 |

## Transports
Rojychtche se trouve à 31 km de Loutsk par le chemin de fer et à 24 km par la route.